# Discoglossus nigriventer
Discoglossus nigriventer är en groddjursart som beskrevs av Heinrich Mendelssohn och Heinz Steinitz 1943 utifrån ett fåtal specimen funna vid Hulasjön i dåvarande Brittiska Palestinamandatet. Discoglossus nigriventer placeras i släktet Discoglossus och familjen Alytidae. IUCN kategoriserar arten globalt som akut hotad och den är endemisk för Israel. Inga underarter finns listade. Sedan Huladalen, artens enda kända hemvist, dikades ut på 1950 befarades arten vara utdöd och IUCN klassificerade den som sådan från och med 1996. 2011 återfanns en individ och fram till och med juni 2013 har totalt 14 individer observerats. En studie indikerar att arten inte alls tillhör släktet Discoglossus utan istället släktet Latonia. Latonia var ett grodsläkte som var spritt över Europa för miljontals år sedan men som kategoriserats som utdött sedan 15 000 år. Om studien stämmer betyder det att arten är ett levande fossil.